# Heterophasia gracilis
La sibia gris (Heterophasia gracilis) es una especie de ave paseriforme de la familia Leiothrichidae que habita en el sur y este de Asia.

## Distribución y hábitat
Se encuentra en China, India y Birmania. Su hábitat natural son los bosques montanos húmedos subtropicales.